# Rejectaria cucutalis
Rejectaria cucutalis là một loài bướm đêm trong họ Noctuidae.